# Etalemahu Kidane
Etalemahu Kidane (née le 14 février 1983) est une athlète éthiopienne, spécialiste des courses de fond. 

## Biographie
Elle remporte le titre du 5 000 mètres lors des championnats d'Afrique 2004, à Brazzaville, dans le temps de 16 min 25 s 83.

### Palmarès
| Date | Compétition                            | Lieu              | Résultat | Épreuve       | Performance    |
| ---- | -------------------------------------- | ----------------- | -------- | ------------- | -------------- |
| 2000 | Championnats du monde juniors          | Santiago du Chili | 3e       | 3 000 m       | 9 min 11 s 55  |
| 2002 | Championnats du monde juniors          | Kingston          | 11e      | 3 000 m       | 9 min 36 s 83  |
| 2004 | Championnats d'Afrique                 | Brazzaville       | 1re      | 5 000 m       | 16 min 25 s 83 |
| 2006 | Championnats du monde de cross-country | Fukuoka           | 13e      | Course courte |                |

### Records
| Épreuve  | Performance    | Lieu         | Date         |
| -------- | -------------- | ------------ | ------------ |
| 5 000 m  | 15 min 4 s 34  | Hengelo      | 31 mai 2004  |
| 10 000 m | 31 min 33 s 49 | Valkenswaard | 26 juin 2007 |